# A lyga (2021)
A lyga 2021 – 31. edycja najwyższej klasy rozgrywkowej piłki nożnej na Litwie. Sezon rozpoczął się 5 marca, a zakończył 28 listopada 2021 roku. Tytuł mistrzowski obronił Žalgiris Wilno, a królem strzelców został Francuz Hugo Vidémont z 17 trafieniami na koncie.
Pierwszego gola rozgrywek zdobył pomocnik drużyny Žalgiris Kowno Linas Pilibaitis.

## Uczestnicy
| Uczestnicy poprzedniej edycji | Uczestnicy poprzedniej edycji | Uczestnicy poprzedniej edycji | Uczestnicy poprzedniej edycji |
| --- | ----------------------------- | ----------------------------- | ----------------------------- |
| ŽAL | Žalgiris Wilno                | Wilno                         | 1                             |
| SŪD | Sūduva Mariampol              | Mariampol                     | 2                             |
| KAU | Žalgiris Kowno                | Kowno                         | 3                             |
| BAN | Banga Gorżdy                  | Gorżdy                        | 4                             |
| PAN | FK Poniewież                  | Poniewież                     | 5                             |
| RIT | FK Riteriai                   | Troki                         | 6                             |
| Awans z I lygi 2020 |                               |                               |                               |
| NEV | Nevėžis Kiejdany              | Kiejdany                      | 1                             |
| HEG | FC Hegelmann                  | Kowno                         | 2                             |
| DZI | Džiugas Telsze                | Telsze                        | 4                             |
| DFK | DFK Dainava                   | Olita                         | 6                             |
| Oznaczenia: - kolumna pierwsza – skróty nazw drużyn, - kolumna trzecia – siedziba klubu, - kolumna czwarta – miejsce zajęte w poprzednim sezonie. |                               |                               |                               |

## Rozgrywki

### Tabela
| Lp. | Drużyna              | M  | Z  | R  | P  | B+ | B– | +/– | Pkt | Kwalifikacja lub spadek                              |
| --- | -------------------- | -- | -- | -- | -- | -- | -- | --- | --- | ---------------------------------------------------- |
| 1   | Žalgiris Wilno (M)   | 36 | 23 | 10 | 3  | 76 | 28 | +48 | 79  | Liga Mistrzów 2022/2023 • I runda kwalifikacyjna     |
| 2   | Sūduva Mariampol     | 36 | 21 | 7  | 8  | 64 | 33 | +31 | 70  | Liga Konferencji 2022/2023 • II runda kwalifikacyjna |
| 3   | Žalgiris Kowno       | 36 | 18 | 9  | 9  | 55 | 39 | +16 | 63  | Liga Konferencji 2022/2023 • I runda kwalifikacyjna  |
| 4   | FK Panevėžys         | 36 | 16 | 12 | 8  | 55 | 40 | +15 | 60  | Liga Konferencji 2022/2023 • I runda kwalifikacyjna  |
| 5   | FC Hegelmann         | 36 | 14 | 11 | 11 | 53 | 38 | +15 | 53  |                                                      |
| 6   | FK Riteriai          | 36 | 10 | 16 | 10 | 49 | 37 | +12 | 46  |                                                      |
| 7   | Banga Gorżdy         | 36 | 10 | 6  | 20 | 40 | 71 | −31 | 36  |                                                      |
| 8   | Džiugas Telsze       | 36 | 8  | 12 | 16 | 47 | 60 | −13 | 36  |                                                      |
| 9   | DFK Dainava (S)      | 36 | 9  | 11 | 16 | 39 | 56 | −17 | 35  | Spadek do I lygi                                     |
| 10  | Nevėžis Kiejdany (S) | 36 | 2  | 4  | 30 | 15 | 91 | −76 | 10  | Spadek do I lygi                                     |

1. ↑  DFK Dainava rozpoczęła sezon z odjętymi 3 punktami, ponieważ klub nie spełnił wymogów licencyjnych, ale przyznano mu udział na zasadzie wyjątku.

### Lider kolejka po kolejce
Legenda:
- NEV – Nevėžis Kiejdany
- KŽA – Žalgiris Kowno
- PAN – FK Panevėžys
- SŪD – Sūduva Mariampol
- ŽAL – Žalgiris Wilno

### Wyniki
| Gospodarz \ Gość | BAN | DAI | DZI | HEG | KŽA | NEV | PAN | RIT | SŪD | ŽAL |
| ---------------- | --- | --- | --- | --- | --- | --- | --- | --- | --- | --- |
| Banga Gorżdy     | —   | 2–0 | 1–0 | 0–2 | 1–5 | 5–2 | 2–2 | 0–2 | 1–2 | 1–3 |
| DFK Dainava      | 3–1 | —   | 1–1 | 1–2 | 0–1 | 0–2 | 1–3 | 1–1 | 1–1 | 2–4 |
| Džiugas Telsze   | 1–1 | 2–3 | —   | 2–1 | 1–1 | 3–0 | 0–2 | 1–4 | 2–1 | 0–3 |
| FC Hegelmann     | 0–1 | 0–1 | 1–1 | —   | 2–3 | 2–0 | 0–0 | 2–0 | 0–1 | 2–1 |
| Žalgiris Kowno   | 1–0 | 1–0 | 1–0 | 2–2 | —   | 5–0 | 1–2 | 2–1 | 1–0 | 0–1 |
| Nevėžis Kiejdany | 0–2 | 0–1 | 2–1 | 0–1 | 1–2 | —   | 0–1 | 0–0 | 0–2 | 0–3 |
| FK Panevėžys     | 4–2 | 3–0 | 1–0 | 2–2 | 2–1 | 4–2 | —   | 1–1 | 0–0 | 0–2 |
| FK Riteriai      | 3–0 | 2–2 | 1–1 | 1–3 | 1–2 | 4–0 | 2–0 | —   | 1–1 | 1–1 |
| Sūduva Mariampol | 4–0 | 3–1 | 2–1 | 2–0 | 2–1 | 1–0 | 0–1 | 2–0 | —   | 0–2 |
| Žalgiris Wilno   | 2–0 | 5–1 | 2–2 | 2–0 | 2–2 | 2–0 | 1–0 | 2–0 | 1–2 | —   |

| Gospodarz \ Gość | BAN | DAI | DZI | HEG | KŽA | NEV | PAN | RIT | SŪD | ŽAL |
| ---------------- | --- | --- | --- | --- | --- | --- | --- | --- | --- | --- |
| Banga Gorżdy     | —   | 1–1 | 2–1 | 1–4 | 2–3 | 3–1 | 2–1 | 1–1 | 0–2 | 0–3 |
| DFK Dainava      | 3–1 | —   | 3–2 | 1–1 | 0–1 | 1–1 | 1–2 | 2–1 | 1–2 | 0–2 |
| Džiugas Telsze   | 1–1 | 1–1 | —   | 2–1 | 1–5 | 2–0 | 2–2 | 2–0 | 2–3 | 2–1 |
| FC Hegelmann     | 4–1 | 1–1 | 1–1 | —   | 1–2 | 2–0 | 1–0 | 0–0 | 2–1 | 1–1 |
| Žalgiris Kowno   | 0–1 | 2–0 | 0–1 | 2–1 | —   | 2–0 | 1–1 | 1–1 | 3–3 | 0–2 |
| Nevėžis Kiejdany | 0–3 | 0–1 | 1–1 | 0–6 | 1–1 | —   | 1–3 | 0–6 | 0–3 | 1–3 |
| FK Panevėžys     | 3–1 | 0–0 | 2–2 | 2–2 | 4–0 | 3–0 | —   | 0–2 | 1–1 | 1–1 |
| FK Riteriai      | 0–0 | 2–1 | 3–2 | 0–0 | 0–0 | 4–0 | 1–2 | —   | 1–3 | 0–0 |
| Sūduva Mariampol | 4–0 | 0–1 | 3–1 | 1–2 | 2–0 | 2–0 | 3–0 | 1–1 | —   | 2–2 |
| Žalgiris Wilno   | 3–0 | 2–2 | 3–2 | 2–1 | 0–0 | 6–0 | 2–0 | 1–1 | 3–2 | —   |

## Statystyki

### Najlepsi strzelcy
| Lp. | Bramki | Strzelcy                | Drużyna        |
| --- | ------ | ----------------------- | -------------- |
| 1.  | 17     | Hugo Vidémont           | Žalgiris Wilno |
| 2.  | 16     | Nauris Petkevičius      | FC Hegelmann   |
| 2.  | 16     | Saïd Hamulić            | DFK Dainava    |
| 4.  | 12     | Mindaugas Grigaravičius | FK Riteriai    |
| 5.  | 11     | Nasko Miliew            | FK Panevėžys   |
| 5.  | 11     | Simonas Urbys           | Banga Gorżdy   |
| 7.  | 10     | Josip Tadić             | Žalgiris Wilno |
| 7.  | 10     | Jorge Elias             | FK Panevėžys   |
| 7.  | 10     | Linas Pilibaitis        | Žalgiris Kowno |